# The Swindler (film)
The Swindler er en britisk stumfilm fra 1919 af Maurice Elvey.

## Medvirkende
- Cecil Humphreys som Nat Verney
- Marjorie Hume som Cynthia Mortimer
- Neville Percy som Archie Mortimer
- Teddy Arundell som West
- Allan Hunter som Babbacombe